# گور به گور (فیلم)
وقتی من می میرم (انگلیسی: As I Lay Dying) فیلمی در ژانر درام به کارگردانی جیمز فرانکو است که در سال ۲۰۱۳ منتشر شد.

## بازیگران
- جیمز فرانکو
- ریچارد جنکینز
- دنی مک‌براید
- تیم بلیک نلسون
- بت گرانت
- جیم پرک
- آنا ارایلی